# Exploitation forestière en Russie
L'exploitation forestière - est la principale branche de l'industrie du bois, comprenant l'abattage du bois, son transport et exportation, ainsi que la transformation primaire, la transformation partielle des grumes, et l'emploi des sous-produits. Elle occupait une place importante dans l'économie nationale de l'ex-URSS.

## Histoire
Jusqu'au XXe siècle, l'exploitation forestière en Russie était réalisée à petite échelle, les opérations d'abattage et de retrait du bois étant principalement manuelles.

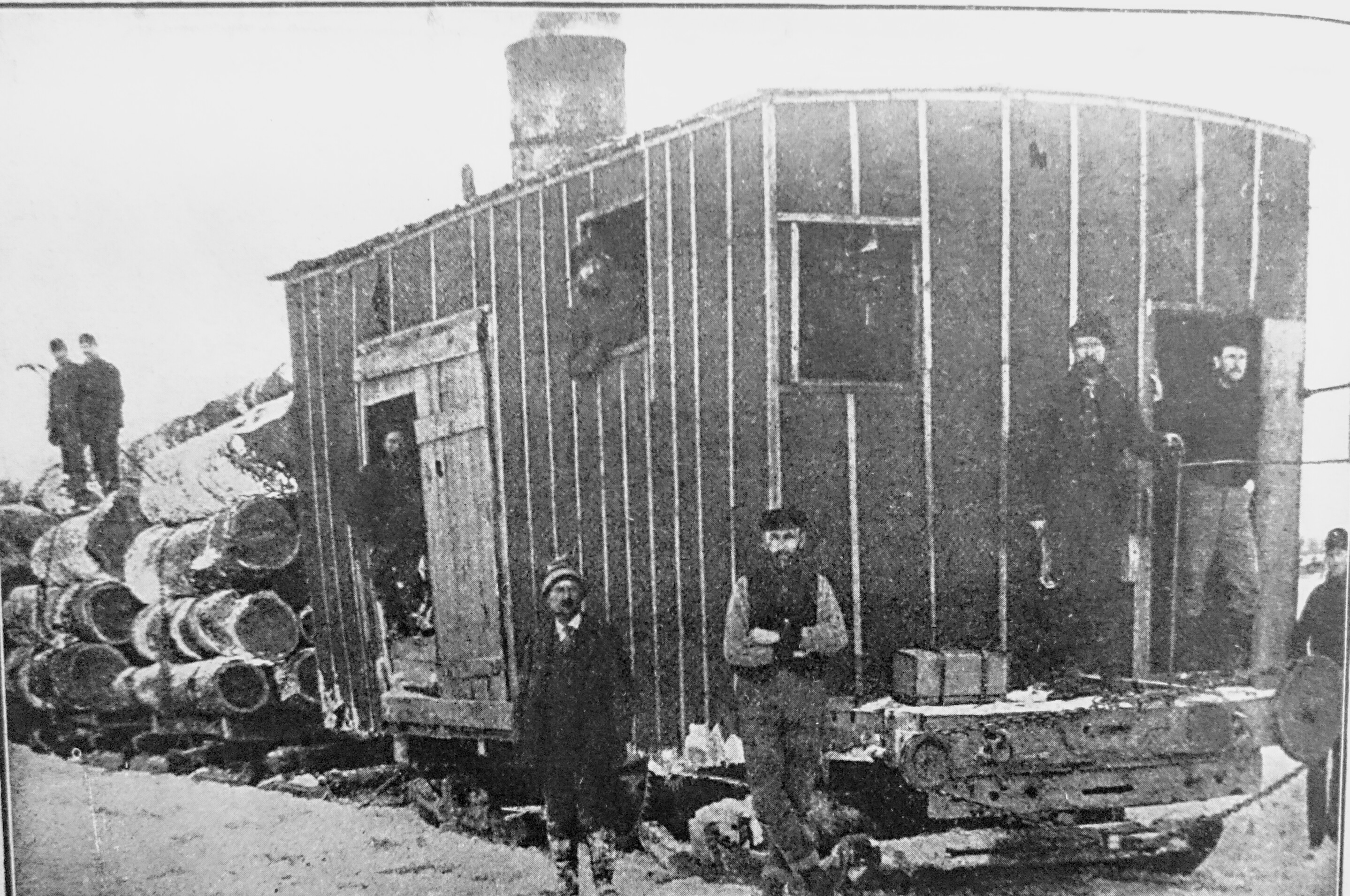
Ouvriers transportant du bois (Russie, 1913).

À la suite de la révolution d'Octobre, l'industrie forestière a été presque ruinée et il y eut une importante pénurie de combustible dans le pays, si bien que jusqu'en 1922, c'est l'exploitation du bois de chauffage qui a prédominé. Plus tard, il y a eu un essor de l'exploitation forestière : en 1972, l'URSS était la première dans le monde en termes de transport de bois. Dans le même temps, le processus d'exploitation forestière a été contraint de remplir diverses exigences de gestion : délimiter des zones d'abattage normalisées ; préserver les sous-bois et les jeunes pousses ; préserver des spécimens reproducteurs ; éliminer les résidus d'abattage et autres mesures visant à restaurer la forêt.
De 1927 au milieu des années cinquante, la principale exploitation forestière a été effectuée dans le nord et le nord-ouest de la partie européenne de l'URSS, ce qui a conduit à une réduction tangible des ressources forestières dans les zones d'abattage intensif. Par la suite, l'exploitation forestière s'est largement développée en Sibérie et en Extrême-Orient, ce qui a conduit à une diminution de la part de la déforestation dans la partie européenne de l'URSS: par exemple, en 1972, la région économique du Nord-Ouest représentait 24,9 % du volume total de l'exploitation forestière et la région de la Sibérie orientale, 16,9 %, Oural - 15,0 %, Extrême-Orient - 8,0 %, Sibérie occidentale - 7,8 %, Volgo-Vyatka - 7,7 %, Centre - 7,5 %. En outre, le développement de nouvelles forêts dans le Nord-Ouest, la Sibérie et l'Extrême-Orient a conduit à la nécessité de développer les infrastructures de ces régions et de construire un réseau de grands chemins de transport ferroviaire à large voie pour transporter le bois.

## Structure
En général, l'industrie forestière comprend plusieurs secteurs d'activité : 
- l'exploitation forestière par abattage ;
- care du bois, pour la production de résine et ses dérivés ;
- flottage du bois ;
- transbordement de bois et tout transfert de produits du bois d'un type de transport à un autre.

En outre, l'industrie de l'exploitation forestière comprend des activités valorisant des variétés de bois de moindre valeur et des déchets d'exploitation : traverses, production de copeaux technologiques, panneaux de conteneurs et autres produits.

## Remarques
1. 1 2  « Экономическая география России: », лесозаготовительная промышленность, bibliotekar.ru (consulté le 11 octobre 2014)
2. 1 2  Б. М. Перепечин: Лесозаготовительная промышленность, БСЭ — 1969—1978.

## Littérature
- Т. Г. Морозова, М. П. Победина, Г. Б. Поляк, С. С. Шишов. Региональная экономика: Учебник для вузов, 2001;
- Лес — национальное богатство советского народа. Сб., под ред. Н. В. Тимофеева, М., 1967;
- Родненков М. Г., Механизация и технология лесозаготовительных работ, М., 1966;
- Медведев Н. А., Экономика лесной промышленности, М., 1970.